# خاطرات مردگان
خاطرات مردگان (انگلیسی: Diary of the Dead) فیلمی در ژانر ترسناک و علمی–تخیلی به کارگردانی جرج رومرو است که در سال ۲۰۰۷ منتشر شد.

## بازیگران
- شان رابرتز
- جاشوا کلوز
- میشل مورگن
- جرج رومرو
- گیرمو دل تورو
- مگان پارک
- کوئنتین تارانتینو
- سایمون پگ
- استیون کینگ
- تام ساوینی
- وس کریون